# 常在寺 (台東区)
常在寺（じょうざいじ）は、東京都台東区谷中にある日蓮宗の寺院。山号は感応山。旧本山は身延山久遠寺、通師・雑司ヶ谷法縁。

## 歴史
- 元和2年（1616年）葛野九郎兵衛藤原定之（明暦3年（1557年）没、雷音院日楽居士、葛野流祖）の開基で創建された。

## 境内
- 本堂
- 山門　薬医門
  - 大久保初男（国学者、辞書「言海」「大言海」の編纂助手）、中川勝彦（ミュージシャンで中川翔子の父）、2代西川喜州（正派西川流）、八朶園寥松（江戸時代の俳人） 大薩摩主膳太夫（大薩摩節流祖）等の墓所がある。

## 交通アクセス
- 日暮里駅より徒歩約6分（経路案内）。
- 千代田線千駄木駅より徒歩約9分（経路案内）。

## 参考資料
- 日蓮宗寺院大鑑編集委員会『宗祖第七百遠忌記念出版 日蓮宗寺院大鑑』大本山池上本門寺 (1981年)